# Impatto ambientale

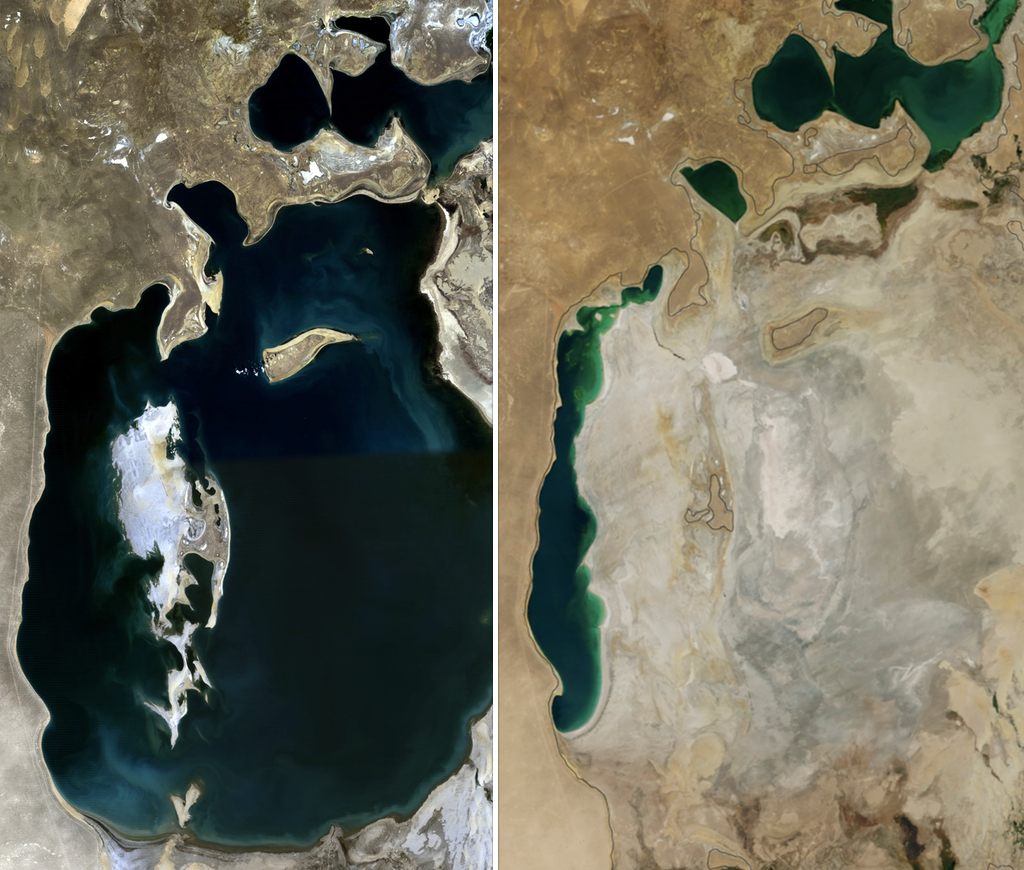
Esempio degli effetti di impatti ambientali negativi: trasformazione del lago d'Aral tra il 1989 e il 2014

Per impatto ambientale si intende l'alterazione dell'ambiente inteso come sistema di relazioni fra i fattori antropici, naturalistici, chimico-fisici, climatici, paesaggistici, architettonici, culturali, agricoli ed economici ma anche dal riscaldamento globale, in conseguenza dell'attuazione sul territorio di piani, programmi o progetti nelle diverse fasi della loro realizzazione, gestione e dismissione, nonché di eventuali malfunzionamenti. e altre conseguenze.
Ai fini della definizione di "impatto ambientale", tale alterazione viene considerata tale a prescindere che sia qualitativa e/o quantitativa, diretta o indiretta, a breve o a lungo termine, permanente o temporanea, singola o cumulativa, positiva (cioè associata ad un miglioramento dell'ambiente) o negativa (cioè associata ad un peggioramento dell'ambiente).
Nel caso di impatto ambientale negativo significativo e misurabile, rivolto all'ambiente inteso stavolta come insieme delle risorse naturali, si parla più specificatamente di "danno ambientale". Un impatto ambientale negativo può inoltre manifestarsi in diverse forme di inquinamento (ad esempio: chimico, biologico, acustico, elettromagnetico, luminoso, ecc.).
Esempi di impatti ambientali positivi sono quelli associati alle opere di risanamento ambientale (ad esempio: rimboschimento, bonifica di siti contaminati, ecc.).

## Valutazione di impatto ambientale
La legislazione italiana prevede che le opere che possano causare modificazioni dell'ambiente di un certo rilievo siano sottoposte ad un controllo preventivo per assicurarne la loro compatibilità con la conservazione dell'ambiente. Tale controllo preventivo prende il nome di valutazione di impatto ambientale (VIA). Procedure identiche o simili sono attuate a livello europeo e internazionale.